# 切尔尼 (图拉州)
切尔尼（羅馬化：Chernʹ）是俄罗斯图拉州的工人村（市级镇）、切尔诺乌索沃区行政中心，位于奥卡河流域内祖沙河支流切尔尼河畔，地处图拉州西南部，在州府图拉西南方。克里米亚公路经过该地。
该地2021年人口有6,183人；2010年人口6,405；2002年人口6,883；1989年人口6,184。